# Família Gabras
Gabras ou Gavras (em grego: Γαβρᾶς), de forma feminina Gabraina (em grego: Γάβραινα) é o sobrenome de uma importante família aristocrática bizantina, que tornou-se especialmente proeminente no final do século XI e começo do século XII como governante semi-independente e quase-hereditária da Cáldia. Os Gabrades são atestados pela primeira vez no final do século X, quando Constantino Gabras participou da revolta de Bardas Esclero. O general Teodoro Gabras capturou Trebizonda e governou-a e o Tema da Cáldia como um Estado virtualmente autônomo (ca. 1081-1098). Ele tinha um filho Gregório Gabras (ca. 1091) e um sobrinho Constantino Gabras, que também tornou-se governador da Cáldia (ca. 1118-1143). Vários membros da família serviram os turcos seljúcidas nos século XII-XIII, e no século XIV, vários Gabrades são atestados em posições administrativas do Império Bizantino, mais notadamente Miguel Gabras, conhecido por suas extensiva correspondência com as principais figuras políticas e literárias bizantinas de seu tempo, e seu irmão João. Um ramo da família também tornou-se governante do Principado de Teodoro na Crimeia.

## Origens e primeiros membros
A família apareceu pela primeira vez no canto nordeste do mundo bizantino, a província da Cáldia, centrada em Trebizonda. A origem étnica da família é desconhecida. Alguns estudiosos como Alexander Vasiliev e Alexander Kazhdan sugerem uma origem armênia, como muitas outras famílias do período, mas o sobrenome "Gabras" não é armênio nem grego. Origens pérsicas e aramaicas do nome tem sido sugeridas, incluindo uma sugestão por Konstantinos Amantos que ele é uma corruptela do nome "Gabriel". Anthony Bryer, contudo, considera mais provável que o nome é um cognato do árabe cafir, do persa gabr ou turco gavur, termos que significam "infiel" ou "incrédulo", que é apropriado para as fronteiras cristão-muçulmanas onde os Gabrades apareceram pela primeira vez. Parece que os Gabrades surgiram do interior do Ponto, uma região com identidade própria distinta: uma área montanhosa, foi pouco afetada pela helenização e preservou uma estrutural social tradicional e arcaica, centrada em torno de fortalezas montanhosas.
O primeiro membro conhecida da família, Constantino Gabras, participou na revolta de 976-979 de Bardas Esclero, e foi morto em batalha em 979. Um patrício Gabras aparece em 1018, que foi cegado por conspirar junto com o búlgaro Elémago para restaurar o recém subjugado Império Búlgaro; é incerto, contudo, qual sua relação com os Gabrades cáldios, ou se ele pode ter sido um nobre búlgaro. Em 1040, um Miguel Gabras foi um dos líderes da fracassada conspiração aristocrática contra o doméstico das escolas Constantino, um irmão do imperador Miguel IV, o Paflagônio (r. 1034–1041). Ele também foi cegado junto com seus companheiros.

## Os Gabrades como governantes autônomos da Cáldia

temas bizantinos em 950. o Tema da Cáldia está localizado no extremo nordeste da Anatólia

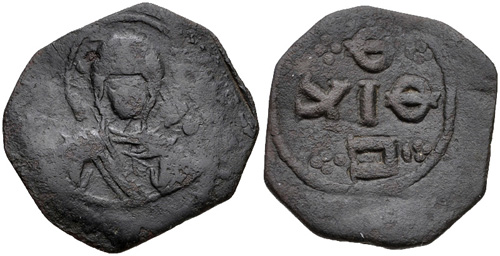
Fólis de cobre cunhado em Trebizonda sob Teodoro Gabras

O primeiro membro importante da família foi São Teodoro Gabras. Um nativo da Cáldia, foi um homem enérgico e valente. Recapturou Trebizonda dos turcos em 1075 e foi apontado governador (duque) da Cáldia por Aleixo I Comneno (r. 1081–1118) em 1081. Gabras governou a Cáldia como um governante virtualmente independente, e até sua morte em batalha em 1098, lutou com sucesso contra os danismêndidas e os georgianos. Tornou-se uma figura heroica na poesia pôntica e turca, e foi reconhecido pela Igreja Ortodoxa como um neomártir e santo. De seu primeiro casamento com Irene (possivelmente uma Taronitissa), Teodoro teve um filho, Gregório Gabras, que foi mantido como um refém em Constantinopla onde foi inicialmente prometido para uma das filhas ([Maria] Comnena) do sebastocrator Isaac Comneno e depois para Maria Comnena, filha de Aleixo I. Teodoro tentou sequestrá-lo em 1091, mas falhou. Tempos depois Gregório tentou fugir de Constantinopla, mas acabou sendo vítima de uma traição e foi preso em Filipópolis sob os cuidados do duque local Jorge Mesopotamita. Nada mais se sabe sobre Gregório Gabras, mas ele pode ser identificado com Gregório Taronita, que como duque da Cáldia em 1103-1106 também liderou uma rebelião contra Aleixo. Outro membro da família, Constantino Gabras, cuja relação exata com Teodoro é desconhecida, foi também apontado duque da Cáldia por João II Comneno (r. 1118–1143) ca. 1119. Governou-a praticamente independentemente de 1126 até 1140, quando João II subjugou-o. Suas façanhas também formaram parte de uma extensiva tradição oral no Ponto, mas a então chamada "Canção de Gabras" escrita ca. 1900, demonstrou ser um desenho de um trabalho de outras fontes medievais.
O sucesso dos Gabrades na criação de um domínio mais ou menos autônomo não é surpreendente: o nordeste da Ásia Menor, incluindo a Cáldia, teve uma longa história de insatisfação com o governo central bizantino no século XI, ajudado por sua população greco-armênia mista - o último introduzido no final do século XI e rapidamente chegando a dominar o interior pôntico. Já antes da batalha de Manzicerta em 1071, o mercenário franco renegado Roberto Crispino tinha feito a fortaleza de Coloneia o centro de um domínio separado, e foi sucedido em 1073 por Roussel de Bailleul. Assim, quando Teodoro Gabras apareceu em Trebizonda em 1075 e novamente em 1081, foi visto como um líder nativo dos gregos pônticos da costa, e seu regime contou com as forças locais, ou seja os antigos impostos temáticos da província. A contraparte turca dos Gabrades e principais rivais foram os emires danismêndidas de Neocesareia e Sebasteia. Por outro lado, como Bryer comenta, "embora rivais, os Gabrades e os danismêndidas provavelmente tinham mais em comum uns com os outros que eles tinham com os Comnenos de Constantinopla ou os seljúcidas de Icônio"; frequentemente aliaram-se, especialmente contra esforços de seus respectivos suseranos para trazê-los alinhados, e os Gabrades são lembrados como inimigos galantes na poesia heroica turca.

## Serviços sob os Comnenos e seljúcidas
Após o colapso do poder independente deles, muitos dos Gabrades vieram para servir sob o Sultanato de Rum, em Icônio, enquanto outros foram servir os imperadores Comnenos em Constantinopla e muitos perderam seus laços com o Ponto. Já nos anos 1140, um membro anônimo da família lutou ao lado dos seljúcidas e foi capturado e executado por Manuel I Comneno (r. 1143–1180) em 1146. Outro Gabras, possivelmente o filho do anterior, desertou do império para Quilije Arslã II (r. 1155–1192) e tornou-se um de seus principais assessores. Ele pode ser identificado com, ou o pai, do vizir de Quilije Arslã durante a última parte de seu reinado (ca. 1180-1192), Iquetiaradim Haçane ibne Gafras. Outros membros da família em serviço seljúcida incluem Constantino Gabras, possivelmente o filho do duque Constantino, que "traiu" o imperador enquanto em uma missão diplomática em 1162/1163; um Gabras anônimo foi acusado de envenenar Quilije Arslã II em 1192; João Gabras ("Geovanni de Gabra") que foi enviado para uma missão diplomática na Europa em nome do sultão Aladino, o Grande (r. 1220–1237) em 1234-1236; e um Miguel ("Mikhail bar Gavras") que foi um médico em Melitene ca. 1256. Por outro lado,  O pansebasto sebasto Miguel Gabras foi um general de Manuel I Comneno, lutando contra os húngaros e seljúcidas, e tornou-se relacionado com a dinastia como um cunhado de Andrônico Comneno.

## Império Bizantino tardio e Império de Trebizonda
O sobrenome Gabras é ainda atestado no mundo bizantino durante os século XIII-XIV, mas a família tinha perdido seu prestígio. Alguns dos Gabrades deste período foram camponeses que adotaram o sobrenome de seus mestres, e muitos dos membros da família atestados no serviço do governo eram oficiais humildes. Sob o Império de Niceia, os Gabrades aparecem na Macedônia e Ásia Menor ocidental. um pansebasto sebasto Joanácio ou Joanácio Gabras é mencionado ca. 1216; um megaloepiphanestatos Gregório Gabras é mencionado como governador de uma vila próxima de Prilepo nos anos 1220, e o último parente, o pansebasto sebasto Estêvão Gabras, foi ativo próximo de Ócrifa; um João Gabras vendeu terras próximo de Mileto em 1236; e um Constantino Gabras foi protopapas ("padre sênior") da Metrópole de Mileto ca. 1250.
No período Paleólogo, o pansebasto sebasto Cristóvão Gabras morreu como um monge ca. 1264/1265; Manuel Ducas Comneno Gabras é atestado como benfeitor de um mosteiro em 1300/1301; outros membros da família são ocasionalmente mencionados em documentos legais, epigramas ou correspondência como ativos em Constantinopla e na cidades macedônicas como Serres ou Beroia (atual Véria). Gabras Comneno, de primeiro nome desconhecido. manteve o posto de "juiz do exército" (krites tou fossatou) e é registrado por Manuel File como um "matador de bárbaros"; um João Gabras Cabalário foi heteriarca em Serres ca. 1348; outro membro da família manteve uma pronoia em Calamária antes de 1347. Outros Gabrades foram servos (páricos [paroikoi]) ligados a grandes latifúndios: Miguel Gabras em Leros ca. 1263; Demétrio e seus filhos Miguel e Filoteu, bem como um possível relacionado Basílio Gabras, como páricos do mosteiro de Esfigmeno em Rentina ca. 1300; finalmente, Demétrio Gabras Crito e Jorge Gabras foram páricos do mosteiro de Xeropótamo em Rebeniceia no começo do século XIV. O mais famoso foi Gabrades do período Paleólogo, contudo, é Miguel Gabras, um sacelário do Patriarcado Ecumênico de Constantinopla e "o mais prolífico de todos os escritores de cartas bizantinos" (A. Bryer), cuja correspondência abrange o período 1305-1341, e inclui a maioria das grandes figuras políticas e literárias de seu tempo. Ele também tinha um irmão, João, que escreveu um tratado teológico contra as doutrinas de Gregório Palamas.
Alguns Gabrades também permaneceram no Ponto, onde eles entraram ao serviço do Império de Trebizonda, estabelecido pelo exílio dos Comnenos logo após a dissolução do Império Bizantino pela Quarta Cruzada em 1204: mais notadamente, um membro da família foi governador de Sinope durante um breve período quando foi ela foi reclamada dos turcos por Trebizonda (ca. 1254 ou 1258/1259 - 1265 ou 1267/1268). Outros membros da família são mencionados como proprietários de terra, principalmente nos bandos (província) de Matzuca, sul de Trebizonda: Andrônico Gabras, provavelmente no século XIII; um Jorge Gabras ca. 1344/1345; Cosmas, um líder militar (polemarco) no bando de Matzuca ca. 1378; e Teodoro Gabras em Gemora no começo do século XV.

## Na Crimeia e o Principado de Teodoro

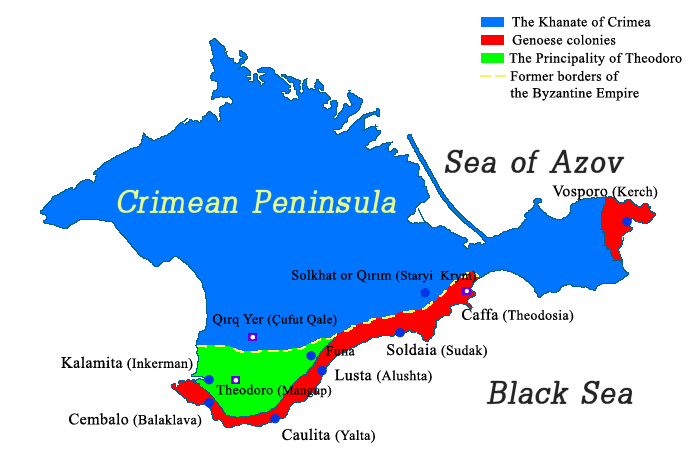
Crimeia e o Principado de Teodoro (verde) no século XV

Um ramo da família Gabras é comumente identificado pelos estudiosos com a família conhecida pelas fontes russas como "Covra". Esta família governou o pequeno Principado de Teodoro, que foi fundado em meados do século XIV no sudoeste da Crimeia (na área da Gótia, ou seja, a antiga região dos godos da Crimeia) e sobreviveu até a conquista pelo Império Otomano em 1475. O sul da Crimeia tinha sido parte do Império Bizantino até final do século XII, e então veio sob o controle do Império de Trebizonda por uma geração, mas manteve ligações estreitas com a costa pôntica muito tempo depois. Enquanto várias hipóteses tem sido propostas sob como, quando e que ramo dos Gabrades realocou-se lá, nenhuma pode ser conclusivamente comprovada.
O primeiro Gabras de Teodoro a ser mencionado é Estêvão ("Estêvão Vasilievitche Covra"), príncipe da Gótia, que emigrou para Moscou em 1491 ou 1502 junto com seu filho Gregório. Os dois tornaram-se monges, e Gregório mais tarde fundou o mosteiro Simonov lá. As famílias nobres russas de Covrim e Golovin reivindicam descender deles. O filho de Estêvão, Aleixo ("Alexis") I, governou a Gótia após a partida de seu pai até 1444/1445 ou 1447. Foi sucedido por João, possivelmente seu filho. Aleixo, o filho de João, morreu jovem ca. 1446/1447, e seu epitáfio foi composto por João Eugênico. Outro filho de Aleixo, Olubei, sucedeu-o como príncipe ca. 1447 e governou até 1458, enquanto uma filha de Aleixo, Maria da Gótia, tornou-se em 1426 a primeira esposa do último imperador trebizondiano, Davi.
Após o desaparecimento de Olubei da cena ca. 1458, nenhum príncipe é conhecido pelo nome até Isaac em 1465, possivelmente o filho de Olubei. Isaac foi derrubado em 1475 por seu irmão Alexandre devido a sua postura pró-otomana. Seu reinado foi breve, com o Império Otomano liderando um cerco e conquistado Teodoro em si em Dezembro. Alexandre e sua família foram levados como cativos para Constantinopla, onde o príncipe foi decapitado, seu filho foi violentamente convertido ao islã, e sua esposa e filhas tornaram-se parte do harém do sultão.

## Últimos membros
Os últimos membros notáveis da família são mencionados em Constantinopla durante os primeiros séculos do Império Otomano, com acontece com Miguel ou Mozalos Gabras, ativo ca. 1555-1565, ou Cirilo Gabras, grande escevofílax do patriarcado em 1604. Outros membros das famílias são atestados em Creta e as ilhas Egeias. Assim, um Gabras anônimo manteve terras em Santorini até o começo do século XVII; e numerosos Gabrades podem ser encontrados em Quios e em Creta, especialmente em torno de Sitia, até o começo do século XIX. Para Creta em particular, tem sido frequentemente suposto, embora com nenhuma evidência definitiva, que os Gabrades locais vieram diretamente do ponto.